# Anda, Suihua
Anda, tidigare stavat Anta, är en stad på häradsnivå som lyder under Suihuas stad på prefekturnivå i Heilongjiang-provinsen i nordöstra Kina. Den ligger omkring 120 kilometer nordväst om provinshuvudstaden Harbin